# Cazères-sur-l'Adour
Cazères-sur-l'Adour är en kommun i departementet Landes i regionen Nouvelle-Aquitaine i sydvästra Frankrike. Kommunen ligger i kantonen Grenade-sur-l'Adour som tillhör arrondissementet Mont-de-Marsan. År 2022 hade Cazères-sur-l'Adour 1 126 invånare.

## Befolkningsutveckling
Antalet invånare i kommunen Cazères-sur-l'Adour
Referens:INSEE